# Nesazio
Nesazio (in latino Nesactium, in croato Nezakcij, Vizače in dialetto ciacavo locale) era un antico centro fortificato dell'Istria di fondazione preromana, che continuò ad esistere in epoca romana ed alto medioevale. È oggi un sito archeologico tra i principali della penisola istriana.

## Geografia
Il sito si trova nel comune di Lisignano, presso le località di Altura (in croato Valtura) e di Monticchio (in croato Muntić), nell'Istria meridionale.
È posto ad una altitudine di circa 115 metri s.l.m., ad un paio di chilometri in linea d'aria dal mare Adriatico, in posizione dominante sulla protetta insenatura naturale di Porto Badò (Budava), antico scalo marittimo della località.

## Storia

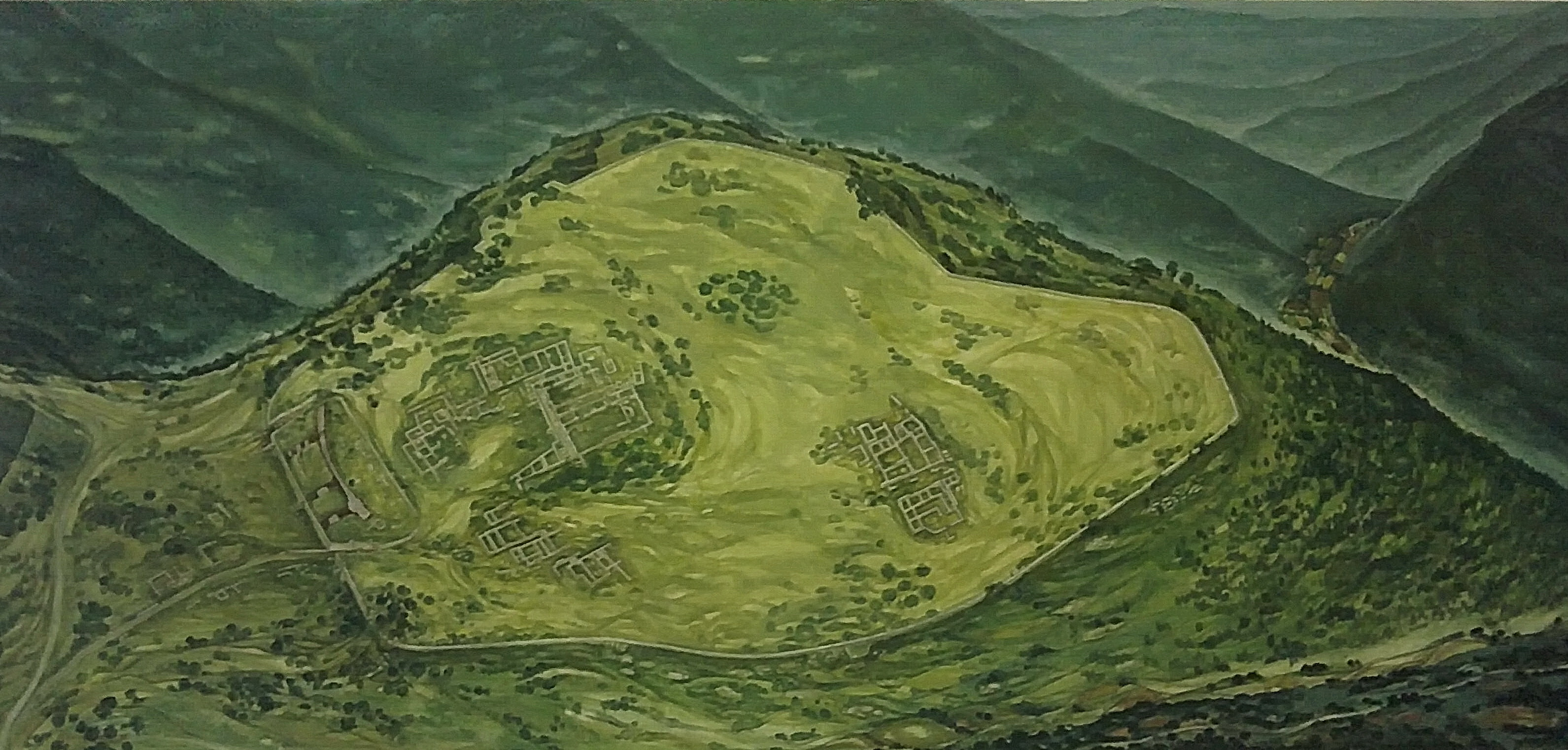
Ricostruzione grafica di Nesazio

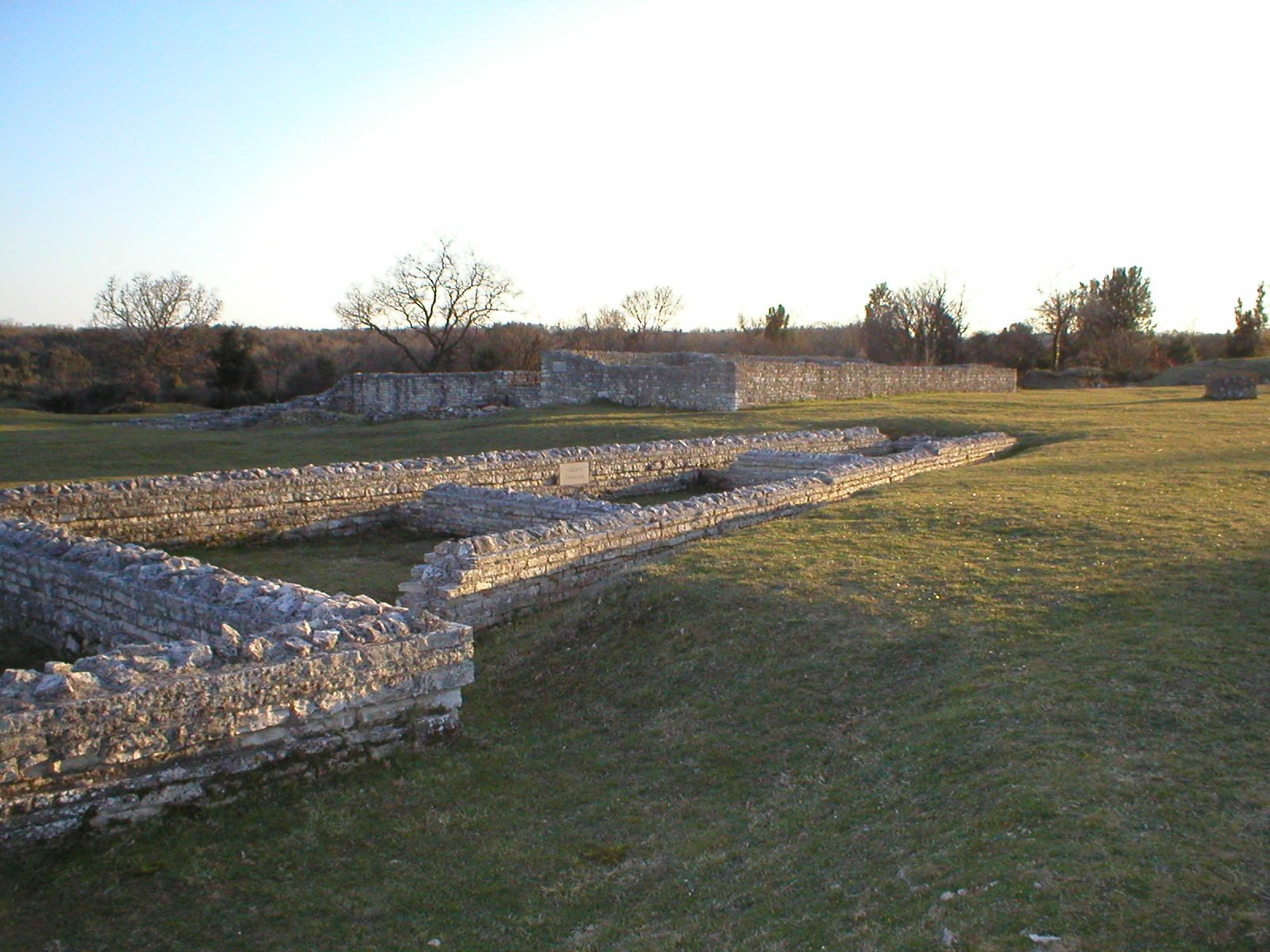
Resti di Nesazio

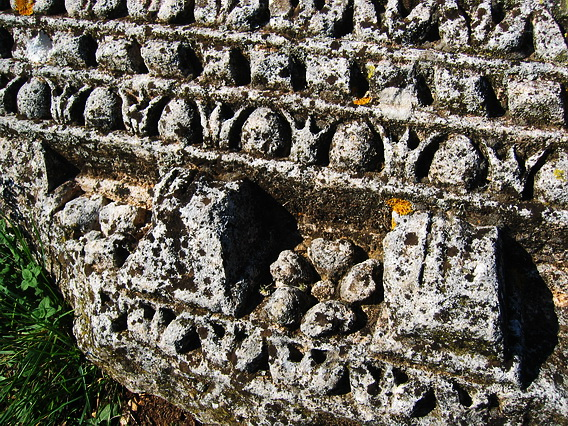
Dettaglio di un tempio romano

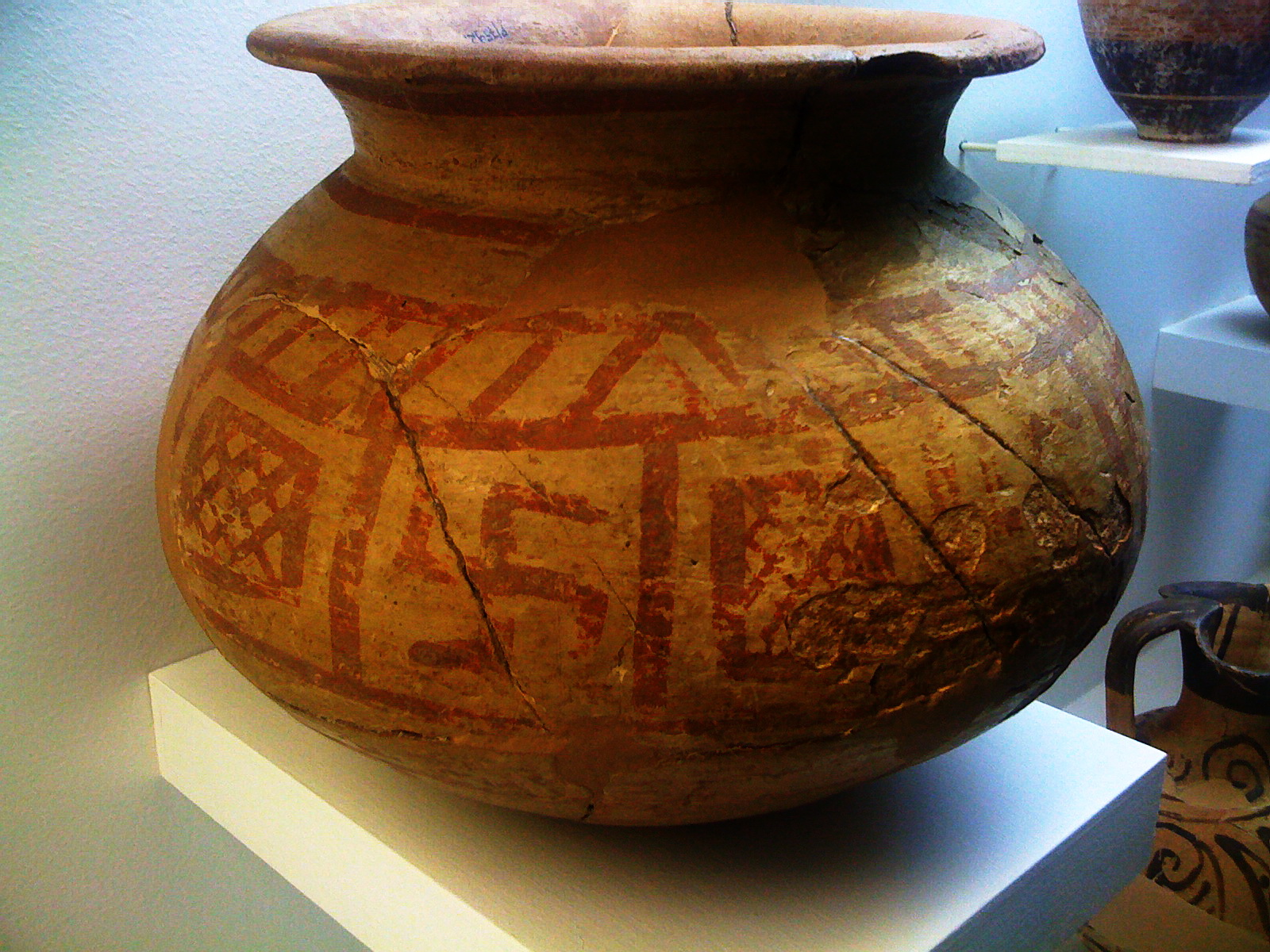
Vaso della popolazione dei Histri (Museo archeologico di Pola)

Le prime ricerche, studi e rilievi del sito iniziarono nella seconda metà del XIX secolo con Pietro Kandler, Carlo De Franceschi e Carlo Marchesetti; proseguirono con i primi scavi archeologici di Alberto Puschi nel 1900-13 e Piero Sticotti per conto della Società Istriana di Archeologia e Storia Patria. Lo studio del sito e gli scavi, che sono ancora in corso, hanno rivelato un oppidum romano e tracce di un grosso castelliere preromano, con annessa necropoli, appartenente alla popolazione degli Histri; stando ai ritrovamenti, il sito fu precedentemente abitato da tribù proto-illiriche e venetiche.
Presumibilmente le loro principali attività economiche erano il commercio e la pirateria in tutto il Mediterraneo.
Il ritrovamento di alcune ceramiche greche (attiche), tra le più antiche in Istria, documenta inoltre una presenza greca in loco, o perlomeno vivaci rapporti e scambi con quella civiltà.
Nesazio, oltre ad essere molto probabilmente il maggiore centro degli Istri (Histri), da cui la penisola stessa prese il nome, ovvero la loro capitale regale e religiosa, salì all'onore delle cronache al momento della conquista romana nel 177 a.C.: il castelliere fu una delle ultime sacche di resistenza nella penisola (assieme ai due centri fortificati di Mutila e Faveria, pure essi nella bassa Istria) e sopportò un lungo assedio e la deviazione delle acque del torrente che lo riforniva, prima d'essere espugnato e saccheggiato. Prima dell'entrata delle truppe romane buona parte della residua popolazione, tra cui il re histro Epulo (o Epulone) e l'intera sua corte, preferì il suicidio piuttosto che arrendersi e cadere in schiavitù; i sopravvissuti furono quasi tutti deportati e ridotti in schiavitù.
La vicenda è narrata nel De Bello Histrico di Ostio (andato perduto) e riportata da Ennio nel XVI libro dei suoi Annales e da Livio nel Ab Urbe condita.
Pare che ancora successivamente, per sedare una rivolta delle popolazioni istriane non ancora dome, reparti romani guidati dal console Claudio Pulcro occuparono la cittadella e la distrussero nel 129 a.C., riservando la stessa sorte di 50 anni prima ai residui ribelli.
La cittadella così sottomessa divenne quindi un munito castrum romano e in seguito, tornata a fiorire, fu elevata a municipium autonomo. Ma durante il lungo periodo romano la sua importanza venne offuscata da quella della poco distante città di Pola che i romani eressero a principale centro della penisola istriana.
Il centro fortificato era posto lungo la Via Flavia, importante strada romana che provenendo da Pola proseguiva oltre l'Arsa lungo la riviera liburnica.
È appurato che Nesazio continuò a fiorire nel periodo Paleocristiano e Bizantino, come testimoniano le rovine di ben due basiliche paleocristiane, riuscendo a resistere e ad opporsi alle prime invasioni barbariche in Istria nel V secolo, fu invece duramente colpita dalle successive incursioni avaro-slave dei sec. VII-VIII che la saccheggiarono e rasero al suolo. Nei secoli successivi, non riuscendo più a risorgere, venne completamente abbandonata e cessò per sempre d'esistere come centro abitato.
Dopo lunghi secoli di totale abbandono e spoliazione, a partire dalla fine del XIX secolo ed in particolare nel corso del XX secolo, Nesactium è stata riscoperta, studiata ed esplorata, divenendo presto un noto sito archeologico tra i più rilevanti dell'Istria.